# Fuentecambrón
Fuentecambrón ist eine kleine nordspanische Gemeinde (municipio) mit 32 Einwohnern (Stand: 2024) im Westen der Provinz Soria in der Autonomen Region Kastilien-León. Die Gemeinde gehört zur bevölkerungsarmen Serranía Celtibérica. Neben dem Hauptort Fuentecambrón besteht die Gemeinde aus der Ortschaft Cenegro.

## Lage und Klima
Die Gemeinde Fuentecambrón liegt in ca. 1015 m knapp 85 km (Fahrtstrecke) westsüdwestlich von Soria. Das Klima ist gemäßigt bis warm; Regen (ca. 584 mm/Jahr) fällt überwiegend im Winterhalbjahr.

## Bevölkerungsentwicklung
| Jahr      | 1970 | 1981 | 1991 | 2001 | 2011 | 2021 |
| Einwohner | 205  | 99   | 88   | 72   | 44   | 32   |

## Sehenswürdigkeiten
- Johannes-der-Täufer-Kirche in Fuentecambrón